# Alexéi Nechipurenko
Alexéi Nechipurenko –en ruso, Алексей Нечипуренко– (1 de marzo de 1972) es un deportista ucraniano que compitió en lucha libre. Ganó una medalla de plata en el Campeonato Europeo de Lucha, en la categoría de 100 kg.

## Palmarés internacional
| Campeonato Europeo | Campeonato Europeo | Campeonato Europeo | Campeonato Europeo |
| Año                | Lugar              | Medalla            | Categoría          |
| ------------------ | ------------------ | ------------------ | ------------------ |
| 1993               | Estambul (Turquía) | Medalla de plata   | 100 kg             |